# Penataran
Penataran is een bestuurslaag in het regentschap Blitar van de provincie Oost-Java, Indonesië. Penataran telt 9294 inwoners (volkstelling 2010).